# Chopes
Os chopes são um povo do sul de Moçambique, principalmente dos distritos de Zavala e Inharrime, na província de Inhambane.
Este povo viveu tradicionalmente da agricultura de subsistência, mas muitos abandonaram as suas terras natais para se mudarem para as cidades.
Os chopes têm a sua própria língua, um idioma tonal pertencente à família de línguas bantu. Muitos falam igualmente o guitonga ou o português como língua secundária.
Os seus povos vizinhos incluem o grupo étnico dos changanas que vivem no sudoeste, na província de Gaza, e que invadiram o território chope no século XIX. Historicamente, alguns chopes foram escravizados e outros tornaram-se trabalhadores migrantes na África do Sul.[carece de fontes?]
Os chopes são conhecidos internacionalmente pelo instrumento musical mbila e dança associada, uma manifestação cultural conhecida desde o tempo de Gungunhana, que foi considerada pela Unesco Patrimônio Oral e Imaterial da Humanidade.
Os chopes identificam-se culturalmente, como povo, com o elefante.[carece de fontes?]